# Badminton nos Jogos da Commonwealth de 2018
O badminton nos Jogos da Commonwealth de 2018 foi realizado no Centro de Esportes e Lazer de Carrara em Gold Coast, na Austrália, entre 5 e 15 de agosto. Seis eventos foram disputados: simples masculino e feminino, duplas masculinas, femininas e mistas e equipes mistas.

## Medalhistas
Masculino
| Evento           | Ouro                                        | Prata                                           | Bronze                               |
| Simples detalhes | Lee Chong Wei MAS Malásia                   | Srikanth Kidambi IND Índia                      | Rajiv Ouseph ENG Inglaterra          |
| Duplas detalhes  | Marcus Ellis Chris Langridge ENG Inglaterra | Satwiksairaj Rankireddy Chirag Shetty IND Índia | Goh V Shem Tan Wee Kiong MAS Malásia |

Feminino
| Evento           | Ouro                                 | Prata                                    | Bronze                                    |
| Simples detalhes | Saina Nehwal IND Índia               | P.V. Sindhu IND Índia                    | Kirsty Gilmour SCO Escócia                |
| Duplas detalhes  | Chow Mei Kuan Vivian Hoo MAS Malásia | Lauren Smith Sarah Walker ENG Inglaterra | Ashwini Ponnappa N. Sikki Reddy IND Índia |

Misto
| Evento           | Ouro | Prata | Bronze |
| Duplas detalhes  | Chris Adcock Gabrielle Adcock ENG Inglaterra | Marcus Ellis Lauren Smith ENG Inglaterra | Chan Peng Soon Goh Liu Ying MAS Malásia |
| Equipes detalhes | Pranav Chopra Srikanth Kidambi H.S. Prannoy Satwiksairaj Rankireddy Chirag Shetty Gadde Ruthvika Shivani Saina Nehwal Ashwini Ponnappa P.V. Sindhu N. Sikki Reddy IND Índia | Chan Peng Soon Goh Soon Huat Goh V Shem Lee Chong Wei Tan Wee Kiong Sonia Cheah Chow Mei Kuan Goh Liu Ying Vivian Hoo Shevon Jemie Lai MAS Malásia | Chris Adcock Marcus Ellis Ben Lane Chris Langridge Rajiv Ouseph Gabrielle Adcock Chloe Birch Jessica Pugh Lauren Smith Sarah Walker ENG Inglaterra |

## Quadro de medalhas
| Ordem | País       | Medalha de ouro | Medalha de prata | Medalha de bronze | Total |
| ----- | ---------- | --------------- | ---------------- | ----------------- | ----- |
| 1     | Índia      | 2               | 3                | 1                 | 6     |
| 2     | Inglaterra | 2               | 2                | 2                 | 6     |
| 3     | Malásia    | 2               | 1                | 2                 | 5     |
| 4     | Escócia    |                 |                  | 1                 | 1     |
| TOTAL | TOTAL      | 6               | 6                | 6                 | 18    |